# مينورو يويدا
مينورو يويدا (باليابانية: 上田 実) (20 يونيو 1977 في طوكيو في اليابان – )؛ هو لاعب كرة قدم سابق كان يلعب كحارس مرمى.